# Las Vegas Wranglers
Las Vegas Wranglers var ett amerikanskt professionellt ishockeylag som spelade i den nordamerikanska ishockeyligan ECHL mellan 2003 och 2014. De spelade sina hemmamatcher i inomhusarenan Orleans Arena som ligger på tomten för kasinot The Orleans i Paradise i Nevada. Wranglers var samarbetspartners med Calgary Flames och Phoenix Coyotes i National Hockey League (NHL). Laget vann aldrig ECHL:s slutspel Kelly Cup.
De har haft spelare som Chris Abbott, Morten Ask, Charlie Cook, Adam Cracknell, John Curry, Justin Donati, Deryk Engelland, Joel Gistedt, Dustin Johner, Colin Long, Mike McKenna, Adam Miller, Steven Oleksy, Mark Owuya, Adam Pardy, Rob Ricci, Mat Robinson, Tyson Strachan och Matt Watkins.